# 195

195(백구십오)는 194보다 크고 196보다 작은 자연수다.

## 수학
- 합성수로, 그 약수는 1, 3, 5, 13, 15, 39, 65, 195다. 진약수의 합은 141이므로, 195는 부족수다.
- 19번째 쐐기수다. 앞의 쐐기수는 190, 다음 쐐기수는 222이다.
  - 3번째 홀수 쐐기수다. 앞의 홀수 쐐기수는 165, 다음은 231이다.
- {\displaystyle 195=13\times 15}
  - 연속하는 두 홀수의 곱으로 나타낼 수 있으며, 이 성질을 지닌 앞의 수는 143, 다음 수는 255다.
- {\displaystyle 195=5^{2}+7^{2}+11^{2}}
  - 연속하는 세 소수(素數)의 제곱합으로 나타낼 수 있으며, 이 성질을 지닌 앞의 수는 83, 다음 수는 339다.
- {\displaystyle 195=14^{2}-1}

## 과학
- NGC 195: 고래자리 방향에 있는 나선은하.

## 교통
- 일본 195번 국도(일본어판): 고치현 고치시에서 도쿠시마현 도쿠시마시까지 이어지는 일본의 국도.
- 현도 제195호선

## 군사
- U-195(영어판, 독일어판): 제2차 세계 대전에 사용된 나치 독일의 군용 잠수함. 일본 제국군에 인수되어 사용되기도 했다.

## 문화유산
- 대한민국의 국보 제195호: 토우장식 장경호
- 대한민국의 보물 제195호: 금동관세음보살입상 (해제)[a]
- 대한민국의 사적 제195호: 여주 영녕릉

## 방송
- B tv의 EBS 플러스 1 채널 번호.
- LG헬로비전의 ETN연예TV 채널 번호.
- B tv 케이블의 서울경제TV 채널 번호.

## 기타
- 연도: 195년, 기원전 195년
- 키가 195cm 이상이면 대한민국 군대에 입대하지 못한다.